# Magnolia (Seattle)
Pour les articles homonymes, voir Magnolia.
Magnolia est un quartier de la ville de Seattle dans l'État de Washington aux États-Unis.
Situé à l'ouest de l'agglomération, c'est le plus grand quartier de la ville.
Le quartier comporte un grand parc de 4,9 ha, Magnolia Park (en).

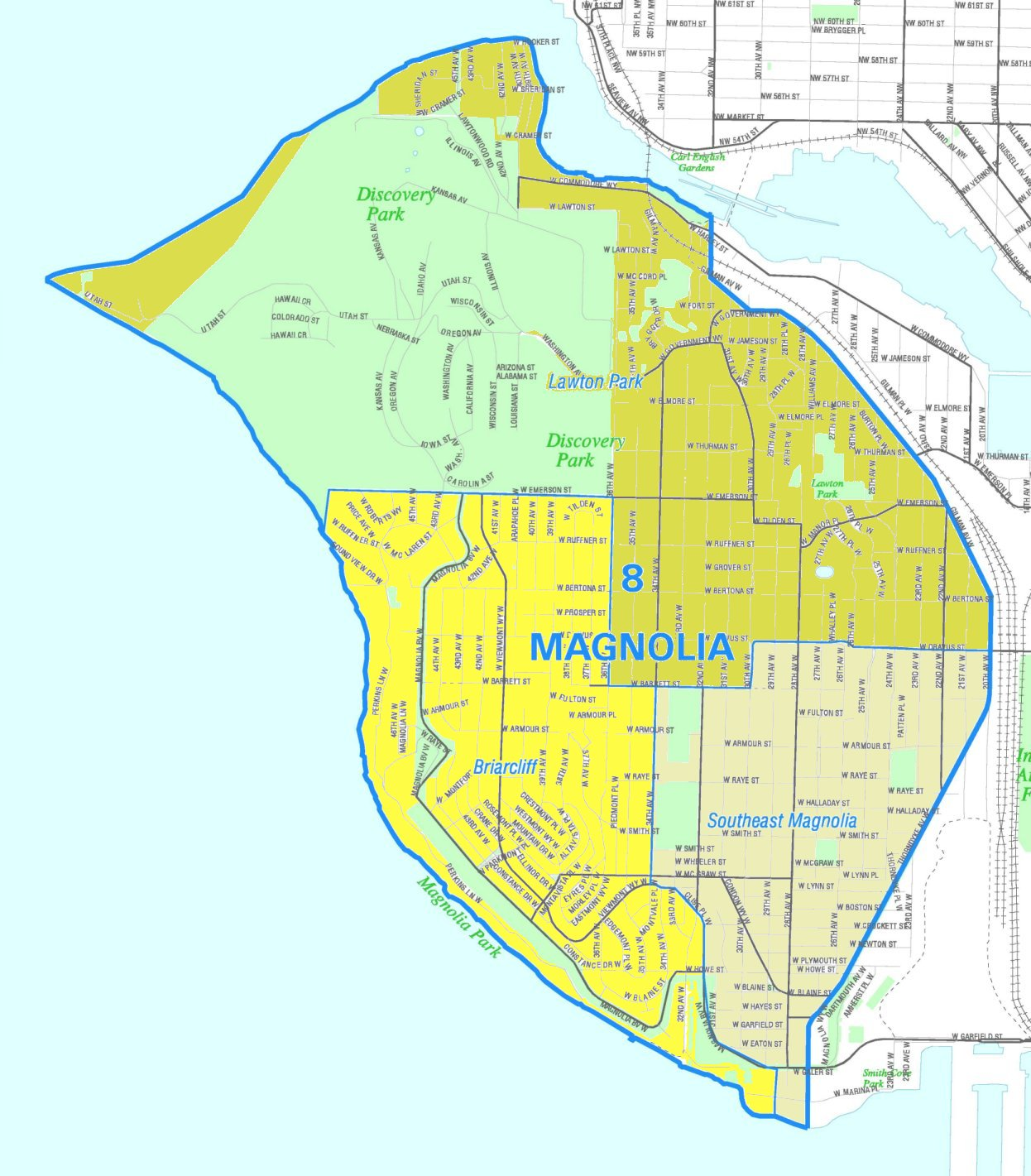
Carte de Magnolia